# 豌豆汤雾
豌豆汤雾（也称为黑色雾或杀人雾）一般指一种非常厚且常呈淡黄色，绿色或黑色的雾。豌豆汤雾的起源通常是空气污染，其主要成分包含煤烟微粒和有毒气体二氧化硫。这种非常浓的烟雾来自于在家庭取暖和工业过程中对软煤的燃烧。这种浓雾对于老年人、年幼者和有呼吸系统疾病的弱势人群通常是可致命的。这种现象也常被称为伦敦微粒或伦敦雾。此外，“伦敦微粒”也因此反过来成为了豌豆火腿汤的别名。 

## 历史
早在1200年代，英国的空气污染就开始愈发变得普遍。13世纪的主流看法已经认为海煤燃烧所释放的烟雾会影响人的健康。从1600年代中期开始，在英国城市中(尤其是伦敦)的人们就开始将健康问题的发生归因于来自家庭和工业烟囱的煤烟与泰晤士河谷的烟雾。 城市气候研究的先驱卢克·霍华德于1818年至1820年出版了《伦敦的气候》，其中第一次使用了“城市雾霾”一词并描述了使烟雾在城市上空聚集的热岛效应。 
1880年，前总理约翰·罗素勋爵的儿子弗朗西斯·阿尔伯特·罗洛·罗素出版了一份传单，其中指责了家庭炉灶的烟雾破坏了城市的建筑物，遮挡了植被的阳光，并增加了洗衣服消耗的精力。此外，他还指责了含硫烟雾与支气管炎等呼吸道疾病的增加有关。他写道，有超过2,000名伦敦人活活“窒息而死”，其背后的根本原因是“我们在家庭中用火时没能控制烟雾的排放”。家庭燃烧所造成的雾霾与1880年1月下旬到2月上旬的长时间的雾气结合，致命地加重了人们的肺部疾病，并且“比许多屠杀更为致命”。 
Autocar杂志描述了当时在碗豆汤雾中驾驶的困难。有时，车上的人不得不下车才能看到路缘并通过侧窗操作转向。
最致命的豌豆汤雾事件发生在1952年，其直接导致了1956年清洁空气法案和1968年清洁空气法案的通过（这两个法案现在都以被废除并被合并为1993年的清洁空气法案）。它们在很大程度上有效地限制了豌豆汤雾的成因——二氧化硫和煤烟。

## 词源
约翰·萨坦于1820年发表的一份关于年轻艺术家生活的报告是现存的最早使用“豌豆汤”来形容形容这种雾的资料。1871年，在《纽约时报》的一篇文章中也提到了：“（伦敦）的人口周期性地会被淹没在豌豆汤般浓稠的迷雾中”。

## 改善

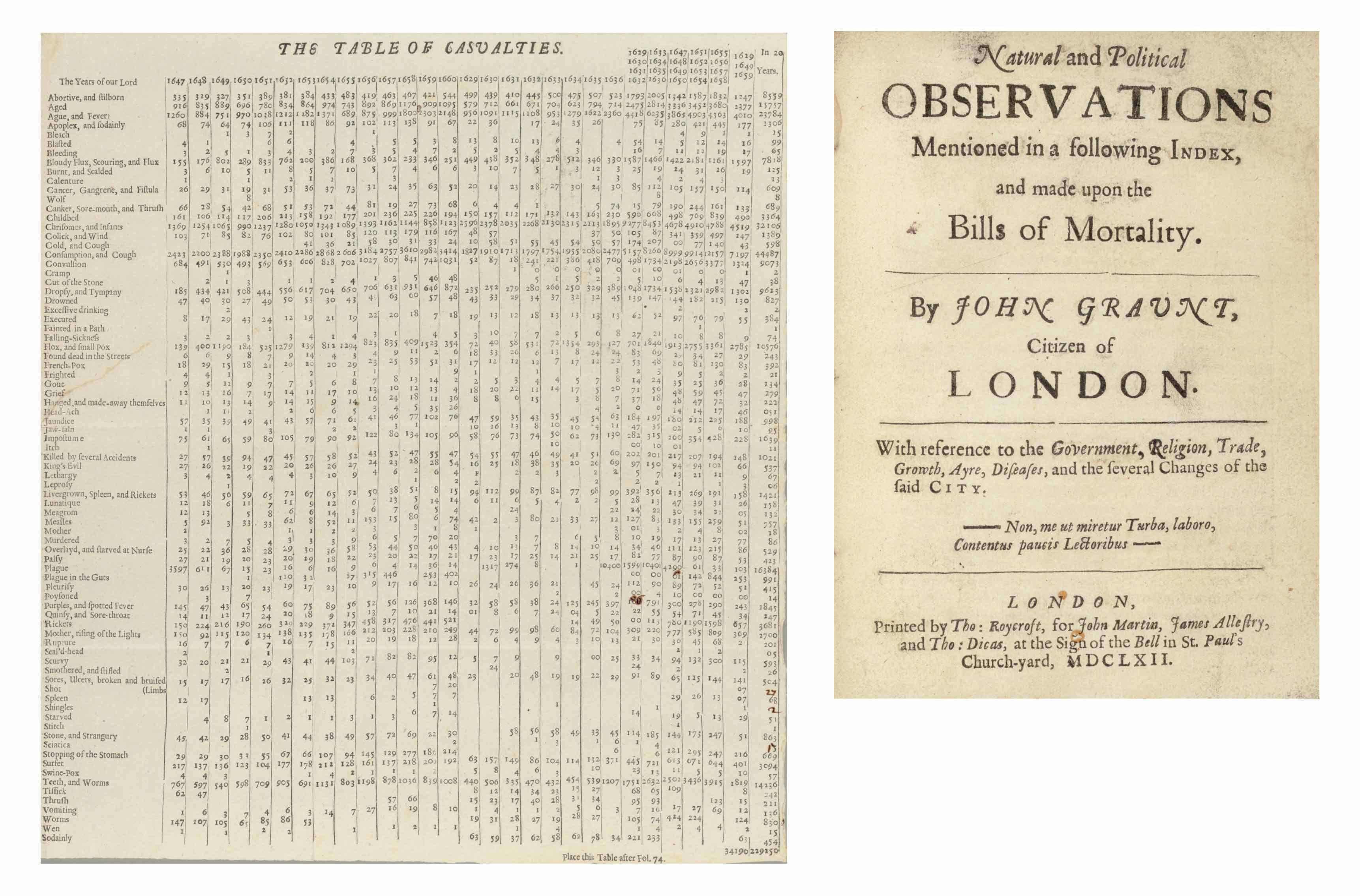
约翰·格劳特(1620–1674)的关于……死亡率的自然和政治观察中的表格和木刻标题页，其中记录了伦敦的空气污染造成的死亡率

在1272年，英国国王爱德华一世曾为解决雾霾问题而在伦敦禁止了燃烧海煤。到了17世纪，伦敦的污染成为一个严重的问题，其中大部分来自于燃烧廉价的海煤所造成的烟雾。国王查理二世的顾问约翰·伊夫林在他于1661年出版的宣传册Fumifugium: Or, the Inconvenience of the Aer, and Smoake of London Dissipated   中指责了煤炭。他提议将工业生产迁出城外并种植大量花卉以“淡化空气”，从而掩盖污染。

### 清洁空气法
历史记录中的豌豆汤雾造成最严重的事件是1952年的大雾霾。在几天之内，该市就已经有4,000人死亡，随后又有8,000人死亡。该次事件直接导致了1956年《清洁空气法案》获得通过。该法案禁止了将煤炭用于一些城市地区的家庭用火。 1952年伦敦烟雾事件造成的总死亡人数在现在被认为约为12,000人。  

## 延伸閲讀
- Cavert, William M. (2016)伦敦的烟雾：早期现代城市的能源与环境。剑桥大学出版社。
- Corton, Christine L. (2015)伦敦雾传记。哈佛大学出版社。摘录 （页面存档备份，存于）
- 纽约时报，1871 年 4 月 2 日，第 3 页。 3：“伦敦......每日都是豌豆汤一般的浓雾。 . .” →